# 2319 Aristides
2319 Aristides је астероид главног астероидног појаса са средњом удаљеношћу од Сунца која износи 2,908 астрономских јединица (АЈ).
Апсолутна магнитуда астероида је 12,2.